# ギヨームドルナノ賞
ギヨームドルナノ賞（Prix Guillaume d'Ornano）は、フランスのドーヴィル競馬場で8月に行われる競馬の競走である。
3歳限定のG2戦であり、距離は2000mで行われる。賞金の高いことから、国際的にも非常に魅力的な競走であり、多くの外国馬がこの競走に参戦して優勝している。2025年には日本からアロヒアリイが参戦、欧州外の調教馬としては初優勝を挙げた。

## 歴史
この競走は1952年に創設され、当初はコートノルマンド賞（Prix de la Côte Normande）と呼ばれていた。
初年は3000mの距離で施行されたが、2年目の1953年からは2000mに短縮された。1958年に2400mに延長されたが、1960年に2000mに戻された。
現在の格付けは1971年に導入され、当初はG3に格付けされた。1983年にはG2に昇格した。
1987年にドーヴィル近郊の種牡馬牧場ハラス・ド・マンヌヴィルを所有していたギヨーム・ドルナノ伯爵を記念して、ギヨームドルナノ賞に改名された。
定量戦でG1馬が不都合なく出走できることから地位が向上している。ドーヴィルを拠点としているアンドレ・ファーブルはG1に等しい価値のあるとしている。また、好待遇の条件でシーズン終盤に行われる大競走に備えられることから、本競走にはジョッケクルブ賞の優勝馬が多く出走している。

## 記録

### 最多勝利騎手
- ランフランコ・デットーリ - 1998年:Kabool、2000年:Best of the Bests、2001年:MasterfulSri、2009年Sri Putra、2020年:Mishriff（5勝）

### 最多勝利調教師
- アンドレ・ファーブル - 1981年:Al Nasr、1983年:Mourjane、1989年:Creator、1990年:Antisaar、1993年:Dernier Empereur、1994年:Lassigny、1999年:Val Royal、2008年:Russian Cross、2012年:Saint Baudolino、2013年:Vancouverite、2015年: New Bay（11勝）

### 最多勝利馬主
- ロスチャイルド家 - 1953年:Marly Knowe、1955年:Tropique、1962年:Tang、1963年:Chutney、1964年:La Bamba、2005年:Pinson、2008年:Russian Cross（7勝）

### 最速時計
- 2分02秒00 - 1979年:Northern Baby

## 歴代優勝馬
- 2000	Best of the Bests
- 2001	Masterful
- 2002	Highdown
- 2003	Kalabar
- 2004	Mister Monet
- 2005	Pinson
- 2006	Multidimensional
- 2007	Literato
- 2008	Russian Cross
- 2009	Sri Putra
- 2010	Scalo
- 2011	Galikova
- 2012	Saint Baudolino
- 2013	Vancouverite
- 2014	Gailo Chop
- 2015	New Bay
- 2016	Almanzor
- 2017	Eminent
- 2018	Knight To Behold
- 2019	Headman
- 2020	Mishriff
- 2021	Dubai Honour
- 2022	Al Hakeem
- 2023	Ace Impact
- 2024	Economics
- 2025	Alohi Alii

## 各回競走結果の出典
- レーシングポスト:
  - 2000, 2001, 2002, 2003, 2004, 2005, 2006, 2007, 2008, 2009
  - 2010, 2011, 2012, 2013, 2014, 2015, 2016, 2017, 2018, 2019
  - 2020, 2021, 2022, 2023, 2024, 2025